# Decimonovena Enmienda a la Constitución de los Estados Unidos
La Decimonovena Enmienda a la Constitución de los Estados Unidos estipula que ni los estados de los Estados Unidos ni el gobierno federal puede denegarle a un ciudadano el derecho de voto a causa de su sexo.  Introducido inicialmente en el Congreso en 1878, varios intentos de aprobar una enmienda al sufragio femenino fracasaron hasta que se aprobó en la Cámara de Representantes el 21 de mayo de 1919, seguido por el Senado el 4 de junio de 1919. Luego se presentó a los Estados para su ratificación. El 18 de agosto de 1920, Tennessee fue el último de los 36 estados necesarios para asegurar la ratificación. La Decimonovena Enmienda fue adoptada oficialmente el 26 de agosto de 1920: la culminación de un movimiento de décadas por el sufragio femenino tanto a nivel estatal como nacional.
Mientras que las mujeres tenían derecho a votar en varias de las colonias de lo que se convertiría en Estados Unidos, en 1807 la constitución de cada estado negaba incluso un sufragio limitado. Las organizaciones que apoyan los derechos de las mujeres se hicieron más activas a mediados del siglo XIX y, en 1848, la convención de Seneca Falls adoptó la Declaración de Sentimientos, que pedía la igualdad entre los sexos e incluía una resolución que instaba a las mujeres a asegurar el voto. Las organizaciones pro-sufragio utilizaron una variedad de tácticas, incluyendo argumentos legales que se basaban en las enmiendas existentes. Después de que la Corte Suprema de Estados Unidos rechazó esos argumentos, organizaciones de sufragio, con activistas como Susan B. Anthony y Elizabeth Cady Stanton, pidieron una nueva enmienda constitucional que garantizara a las mujeres el derecho al voto. 
A finales del siglo XIX, nuevos estados y territorios, especialmente en Occidente, comenzaron a conceder a las mujeres el derecho al voto. En 1878, una propuesta de sufragio que al final se convertiría en la Decimonovena Enmienda fue presentada al Congreso, pero fue rechazada en 1887. En la década de 1890, las organizaciones de sufragio se centraron en una enmienda nacional mientras seguían trabajando a nivel estatal y local. Lucy Burns y Alice Paul emergieron como líderes importantes cuyas diferentes estrategias ayudaron a hacer avanzar la Decimonovena Enmienda. La entrada de los Estados Unidos en la Primera Guerra Mundial ayudó a cambiar la percepción pública del sufragio femenino. La National American Woman Suffrage Association, dirigida por Carrie Chapman Catt, apoyó el esfuerzo bélico, argumentando que las mujeres deberían ser recompensadas con el derecho al voto por su servicio patriótico en tiempos de guerra. El Partido Nacional de la Mujer organizó marchas, manifestaciones y huelgas de hambre al tiempo que señalaba las contradicciones de la lucha en el extranjero por la democracia y la limitaba en casa al negar a las mujeres el derecho al voto. El trabajo de ambas organizaciones convenció a la opinión pública, lo que llevó al presidente Wilson a anunciar su apoyo a la enmienda al sufragio en 1918. Fue aprobado en 1919 y adoptado en 1920, resistiendo dos desafíos legales, Leser v. Garnett y Fairchild v. Hughes.
La Decimonovena Enmienda autorizó a 26 millones de mujeres estadounidenses a tiempo para las elecciones presidenciales de 1920 en Estados Unidos, pero el poderoso bloque de voto femenino que muchos políticos temían no se materializó plenamente hasta décadas más tarde. Además, la Decimonovena Enmienda falló en otorgar el pleno derecho de voto a las mujeres afroamericanas, asiático-americanas, hispanoamericanas y nativo-americanas. Poco después de la adopción de la enmienda, Alice Paul y el Partido Nacional de la Mujer comenzaron a trabajar en la Enmienda de Igualdad de Derechos, que consideraron un paso adicional necesario para asegurar la igualdad. 

## Texto
Sección 1. El derecho de los ciudadanos de los Estados Unidos al voto no será negado o menoscabado por los Estados Unidos, ni por ningún estado, por motivos de sexo.

Sección 2. El Congreso estará facultado para hacer cumplir este artículo mediante las leyes necesarias.

## La propuesta y la ratificación

Situación del voto femenino antes de la decimonovena enmienda
Sufragio completo
Sufragio presidencial
Sufragio primario
Sufragio municipal
Sufragio en escuelas o relativo a impuestos
Sufragio municipal en algunas ciudades
Sufragio primario en algunas ciudades
Sin sufragio

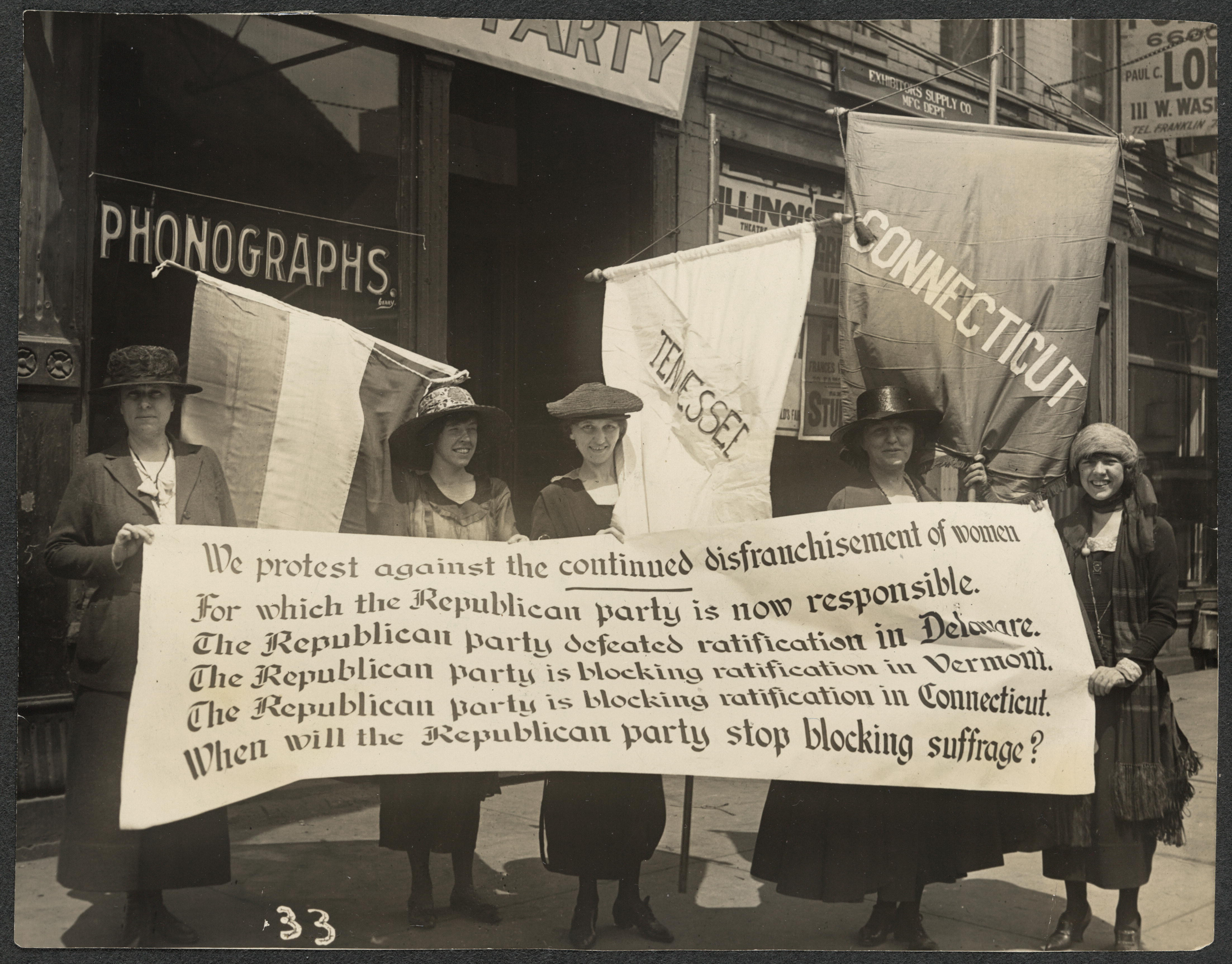
Sufraguettes del NWP haciendo piquete en la convención del Partido Republicano.

El Congreso propuso la Decimonovena Enmienda el 4 de junio de 1919.  Los estados siguientes ratificaron la enmienda:
1. Illinois (10 de junio de 1919, reafirmado el 17 de junio de 1919)
2. Míchigan (10 de junio de 1919)
3. Wisconsin (10 de junio de 1919)
4. Kansas (16 de junio de 1919)
5. Nueva York (16 de junio de 1919)
6. Ohio (16 de junio de 1919)
7. Pensilvania (24 de junio de 1919)
8. Massachusetts (25 de junio de 1919)
9. Texas (28 de junio de 1919)
10. Iowa (2 de julio de 1919)
11. Misuri (3 de julio de 1919)
12. Arkansas (28 de julio de 1919)
13. Montana (2 de agosto de 1919)
14. Nebraska (2 de agosto de 1919)
15. Minnesota (8 de septiembre de 1919)
16. Nuevo Hampshire (10 de septiembre de 1919)
17. Utah (2 de octubre de 1919)
18. California (1 de noviembre de 1919)
19. Maine (5 de noviembre de 1919)
20. Dakota del Norte (1 de diciembre de 1919)
21. Dakota del Sur (4 de diciembre de 1919)
22. Colorado (15 de diciembre de 1919)
23. Kentucky (6 de enero de 1920)
24. Rhode Island (6 de enero de 1920)
25. Oregón (13 de enero de 1920)
26. Indiana (16 de enero de 1920)
27. Wyoming (27 de enero de 1920)
28. Nevada (7 de febrero de 1920)
29. Nueva Jersey (9 de febrero de 1920)
30. Idaho (11 de febrero de 1920)
31. Arizona (12 de febrero de 1920)
32. Nueva México (21 de febrero de 1920)
33. Oklahoma (28 de febrero de 1920)
34. Virginia Occidental (10 de marzo de 1920)
35. Washington (22 de marzo de 1920)
36. Tennessee (18 de agosto de 1920)

La ratificación de la enmienda se completó el 18 de agosto de 1920:
1. Connecticut (14 de septiembre de 1920,  fue reafirmado el 21 de septiembre de 1920)
2. Vermont (8 de febrero de 1921)
3. Delaware (6 de marzo de 1923, después de rechazarla el 2 de junio de 1920)
4. Maryland (29 de marzo de 1941, después de rechazarla el 24 de febrero de 1920; no fue certificado hasta 25 de febrero de 1958)
5. Virginia (21 de febrero de 1952, después de rechazarla el 12 de febrero de 1920)
6. Alabama (8 de septiembre de 1953, después de rechazarla el 22 de septiembre de 1919)
7. Florida (13 de mayo de 1969)
8. Carolina del Sur (1 de julio de 1969, después de rechazarla  el 28 de enero de 1920; no fue certificado hasta 22 de agosto de 1973)
9. Georgia (20 de febrero de 1970, después de rechazarla el 24 de julio de 1919)
10. Luisiana (11 de junio de 1970, después de rechazarla el 1 de julio de 1920)
11. Carolina del Norte (6 de mayo de 1971)
12. Misisipi (22 de marzo de 1984, después de rechazarla el 29 de marzo de 1920)